# Gerštorfové z Gerštorfu
Gerštorfové z Gerštorfu (též Gersdorffové z Gersdorffu, německy Gersdorf(f), polsky Gersztorf, rusky Герцдорфы) jsou šlechtický rod pocházející z Lužice, patří k nejrozšířenějším šlechtickým rodům vůbec. Členové rodu byli činní v německých zemích, v Dánsku, Českém království a Slezsku, od 17. století též v Livonsku a Ruském impériu.

## Historie
Do Čech přišli v 15. století, jedna část rodu bojovala proti husitům, jiní, např. Kryštof z Gerštorfu, veleli z pozice hejtmana husitským vojskům. Zikmund v letech 1453–1459 sloužil jako hejtman na Křivoklátě. Při rodinné schůzce roku 1527 se sešlo v lužické Žitavě dvě stě příslušníků rodu. V 16. století se stal Jiří hejtmanem Pražského hradu a podkomořím Království českého, založil větev Gerštorfů na Cholticích, patřil k oporám krále Ferdinanda I. během jeho bojů proti vzbouřeným stavům roku 1547. Jiřího vnuk Jindřich dal vzniknout rodové linii na Podhořansku. Drželi Osov, Běštín, Chrastinu. Malšvická odnož žila na Jičínsku a vlastnila tu Velké Horky a Samšinu, z této větve vzešel Mikuláš Gerštorf, jenž se stal svobodným pánem. Roku 1619 mělo v Lužici 13 Gerštorfů svá Léna.
Oldřich Gerštof z malšvické větve sloužil císaři Rudolfovi ve funkcích rady a prokurátora, za stavovského povstání povýšil a stal se direktorem a zemským správcem. Po Oldřichově smrti roku 1620 mu Ferdinand II. zkonfiskoval veškerý majetek. Další linie vznikaly po porážce na Bílé hoře, část v čele s Kašparem Kryštofem se usídlila v Dánsku, Jiřího linie emigrovala do Švédska. Někteří odešli do Pruska, Pomořan či Saska. Roku 1723 povýšil Kryštof Bedřich do hraběcího stavu.
V roce 1875 sloužilo v pruské armádě 14 členů rodu v hodnosti důstojníků. Někteří příslušníci rodu žijí dodnes.

### Ruská větev
Jedna z větví rodu s původem ve Slezsku, se roku 1602 v osobě Jiřího (Georga) Gerštorfa přestěhovala do Livonska. Generálporučík Dětlev Jan z Gerštorfu († 1787) se vyznamenal v rusko-švédské a sedmileté válce. Rod byl zapsán na seznam livonských šlechtických rodů a ve VI. oddílu almanachu Petrohradské gubernie.

## Erb

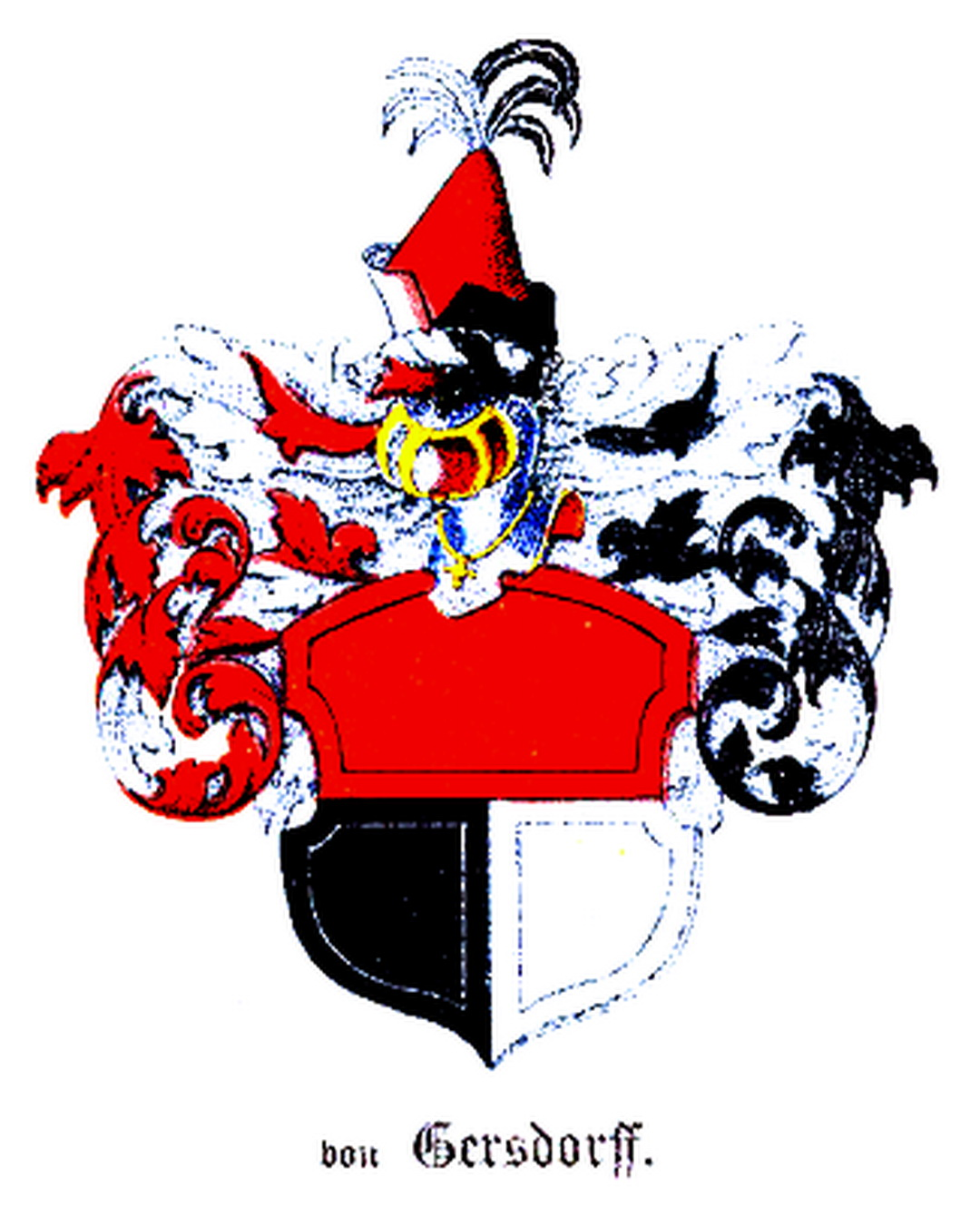
Historická podoba erbu

Společný znak pro všechny linie tvoří dělený štít, nahoře červený, spodní polovina je rozdělena na stříbrnou a černou. Česká linie při povýšení umístila do horní poloviny zlatou korunku.

## Příbuzenstvo
Spojili se s Mitrovskými, pány z Czernhausu, z Palombini a dalšími.

## Významní členové rodu

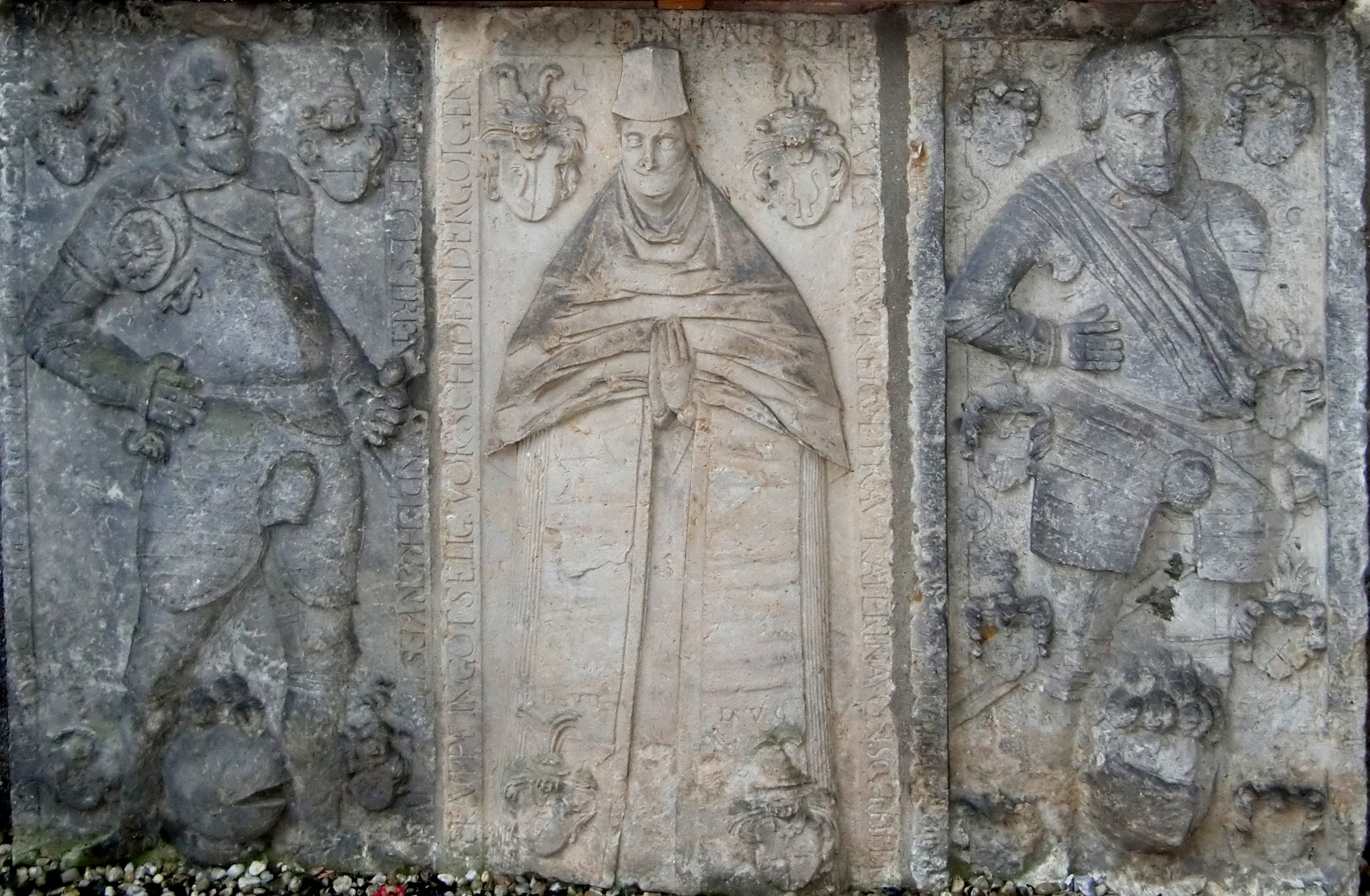
Náhrobky Gersdorfů v lužickosrbské obci Kauppa, 17. stol.

- Hans Abraham z Gerštorfu (1609–1678), kursaský nejvyšší válečný komisař kavalerie
- Jáchym z Gerštorfu (1611–1661), říšský hofmistr Dánského království (1650–1660),[1] účastnil se mírových jednání v Roskilde
- Anna Magdalena z Gerštorfu, manželka Hanse z Raußendorfu, majitele panství Spremberg v Horní Lužici od roku 1617, († 1632), majitelka rytířského panství Nieder-Spremberg (1619–1632), dnešní Neusalza-Spremberg
- Mikuláš z Gerštorfu (1629–1702), vrchní komoří, předseda tajné rady, diplomat a zemský fojt Horní Lužice
- Hans z Gerštorfu (1630–1692), majitel panství Weicha u Budyšína, soukromý učenec
- Jindřiška Kateřina z Gerštorfu (1648–1726), třetí manželka předchozího, představitelka náboženské lyriky, podporovatelka reformního hnutí v evangelické církvi. Zasloužila se o přijímání českých exulantů do Saska; byla tetou hraběte Zinzendorfa
- Frederik z Gerštorfu (1651–1724), dánský generálporučík
- David Gottlob z Gerštorfu (1658–1732), velitel 18. pěšího pluku, pruský generálporučík, rytíř Řádu černé orlice a guvernér citadely ve Špandavě
- Lukrécie Hedvika z Gerštorfu (1664–1701), roz. ze Salzy, ovdovělá z Nostic, majitelka panství a soudní pravomoci, patronka saského exulantského města Neu-Salza v letech 1682 až 1698, manželka Kryštofa Zikmunda z Gerštorfu
- Kryštof Fridrich hrabě z Gerštorfu (1666–1725), na Klukši, tajný rada a nejvyšší dvorní místosoudce, poslanec říšského sněmu Svaté říše římské za Saské kurfiřtství v letech 1718 až 1725. Roku 1697 se oženil s Marií Žofií ze Schönburgu († 1728). Bylo pochováno jeho srdce bez náhrobku na evangelickém hřbitově „Gesandtenfriedhof“ u kostela svaté Trojice v Řezně.[2]
- Fridrich Kašpar hrabě z Gerštorfu (1699–1751), saský tajný rada, od roku 1731 vrchní hejtman Horní Lužice, jako přítel hraběte Zinzendorfa působil jako misionář u Vendů (Slovanů) [3]
- Arnošt Ludvík z Gerštorfu (1732–1789), okresní hejtman v Saském kurfiřtství, spolupředstavený naumburského kláštera
- Adolf Traugott z Gerštorfu (1744–1807), učenec, sběratel minerálů, sociální reformátor, spoluzakladatel Hornolužické společnosti nauk, od roku 1756 pán na Pobědné (Meffersdorf) a Świeciech
- Karel Fridrich Vilém z Gerštorfu (1765–1829), na Neukirchenu a Steinbachu u Nosné, saský generál a vojenský spisovatel
- Vilemína z Gerštorfu (1768–1847), spisovatelka
- Arnošt Gustav z Gerštorfu (1780–1843), majitel rytířského panství, právník a politik, první prezident I. komory Saského zemského sněmu
- Johan Rudolf rytíř z Gerštorfu (1781–1849), odborník na hornictví a podnikatel. Díky jeho vědeckým poznatkům byl po něm pojmenován arsen-niklový minerál „Gersdorffit“.
- Arnošt Kristián August z Gerštorfu (1781–1852), sasko-výmarsko-eisenašský státní ministr (1819–1848), zastupoval zemi na Vídeňském kongresu, kde vyjednal rozšíření území a velkovévodský titul, spoluiniciátor ústavy, která měla zaručovat svobodu tisku
- Karel Arnošt Rudolf z Gerštorfu (1803–1876), poslanec Frankfurtského národního shromáždění
- Ludvík z Gerštorfu (1807–1880), pruský generálporučík
- Hermann Konstantin z Gerštorfu (1809–1870), pruský generálporučík
- Pavel Max z Gerštorfu (1814–1872), zemský rada v okrese Beeskow-Storkow
- Fridrich z Gerštorfu (1837–1920), pruský generálmajor
- Karel z Gerštorfu (1844–1904), dlouholetý přítel Friedricha Nietzscheho (dochovala se obsáhlá korespondence)
- Rudolf z Gerštorfu (1847–1929), pruský generálmajor
- Walter z Gerštorfu (1848–1929), pruský generálporučík
- Wigand z Gerštorfu (1851–1920), pruský generálporučík
- Egon z Gerštorfu (1854–1917), saský generálporučík, vojenský guvernér Čenstochové
- Ada z Gerštorfu (Ada von Knobloch, Ada von Maltzahn, pseudonym: Harry von Gersdorf; 1854–1922), spisovatelka
- Claire (Klára Johana Karolína) z Gerštorfu (1858–1927), v letech 1881 až 1918 dvorní dáma pozdější císařovny Augusty Viktorie, od roku 1888 představená kláštera Wallenstein ve Fuldě
- Kurt z Gerštorfu (1858–1916), německý správní úředník a zemský rada ve Wittgensteinu
- Hans Otto z Gerštorfu (1864–1908), člen Říšského sněmu Německého císařství
- Wolf z Gerštorfu (1867–1949), královský komoří, předseda vládního okrsku v Merseburgu (1910–1922), čestný doktor Wittenberské univerzity (Leucorea)
- Arnošt svobodný pán z Gerštorfu (1878–1916), hejtman a velitel Kagholu 1 (Kampfgeschwader der Obersten Heeresleitung), sestřelen nad Novéant-sur-Moselle 19. června 1916 jako pilot bojového letounu.
- Arnošt-Karel z Gerštorfu (1902–1977), advokát a notář, generální zmocněnec bývalé pruské královské rodiny
- Rudolf-Christoph svobodný pán z Gerštorfu (1905–1980), německý generálmajor, podílel se na několika pokusech o atentát na Adolfa Hitlera v rámci protinacistického odboje v Německu.
- Uršula z Gerštorfu (1910–1983), německá vojenská historička
- Gero z Gerštorfu (1913–1942), důstojník člen protinacistického odboje v Německu
- Dagmar z Gerštorfu (* 1938), spisovatelka
- Mathias von Gersdorff (* 1964), německý katolický publicista

### Významní členové ruské větve rodu
- Alexandr Alexandrovič Gercdorf (1839—?), ruský generálmajor
- Arist Fjodorovič von Gercdorf (1806—1883), ruský generálporučík, rytíř Řádu sv. Jiří (№ 7558; 1. ledna 1847)[4]
- Vladimír Alexandrovič Gercdorf (1838—?), ruský generálmajor
- Ivan Karlovič Gercdorf (1735—1809), ruský generálmajor, rytíř Řádu sv. Jiří (№ 173; 26. listopadu 1771)
- baron Karl Maximovič Gercdorf (1761—1813) — ruský důstojník v době napoleonských válek, generálmajor, rytíř Řádu sv. Jiří
- baron Alexandr Karlovič Gercdorf (1794—1849, ruský generálmajor, rytíř Řádu sv. Jiří (№ 5101; 1. prosince 1835)
- Karl Nikolajevič Gercdorf, podplukovník, důstojník 4. mysliveckého pluku v letech 1796—1797
- Fjodor Fjodorovič Gercdorf (?—1805), brigadýr (v roce 1776), rytíř Řádu sv. Jiří (№ 122 (101); 20. června 1771)